# CV Волопаса
CV Волопаса (лат. CV Boötis) — двойная затменная переменная звезда типа Алголя (EA)** в созвездии Волопаса на расстоянии приблизительно 822 световых лет (около 252 парсеков) от Солнца. Видимая звёздная величина звезды — от +11,48m до +10,65m. Орбитальный период — около 0,847 суток (20,328 часа). Возраст звезды определён как около 10 млрд лет.

## Характеристики
Первый компонент — жёлтый карлик спектрального класса G0, или G2, или G3V. Масса — около 1,045 солнечной, радиус — около 1,65 солнечного, светимость — около 2,471 солнечных. Эффективная температура — около 5627 K.
Второй компонент — жёлтый карлик спектрального класса G4V, или G3V. Масса — около 0,995 солнечной, радиус — около 1,18 солнечного, светимость — около 1,291 солнечной. Эффективная температура — около 5670 K. Удалён на 0,525 угловой секунды.